# Arrondissement de Lyon
O arrondissement de Lyon é uma divisão administrativa francesa da circunscrição do departamento do Ródano na região da Auvérnia-Ródano-Alpes. Suas fronteiras correspondem desde 1 de janeiro de 2015 com as da Metrópole de Lyon.

O arrondissement na região da Auvérnia-Ródano-Alpes.

Antes desta data, o arrondissement se estendia sobre a parte sul do departamento do Ródano cobrindo então 43 cantões e 162 comunas. Depois, as 101 comunas do antigo arrondissement de Lyon que não são membros da metrópole de Lyon foram integradas com o arrondissement de Villefranche-sur-Saône, que até então tinha apenas 127 comunas.
O arrondissement de Lyon não deve ser confundido com os 9 arrondissements de Lyon, que são eles próprios subdivisões da comuna de Lyon.

## Composição e população
Com 1 253 201 habitantes (59 comunas) no censo de 2011 (dentro dos limites do atual arrondissement em 1 de janeiro de 2015), é o arrondissement francês mais populoso, depois do arrondissement de Paris e um dos mais densamente povoados.